# Michalīs Kamperidīs
Michalīs Kamperidīs (in greco Μιχάλης Καμπερίδης?; Atene, 24 aprile 1994) è un cestista greco.

## Palmarès
- Coppa di Grecia: 1

AEK Atene: 2017-18
- Basketball Champions League: 1

AEK Atene: 2017-18